# Kilmacolm
Kilmacolm (Schots-Gaelisch: Cille MhaolChaluim) is een dorp in de Schotse council Inverclyde met in 2020 een populatie van ongeveer 4000. Kilmacolm ligt ongeveer 11 kilometer van Greenock en ongeveer 22 kilometer van Glasgow.